# Aphrastobracon minor
Aphrastobracon minor är en stekelart som först beskrevs av Szepligeti 1906.  Aphrastobracon minor ingår i släktet Aphrastobracon och familjen bracksteklar. Inga underarter finns listade i Catalogue of Life.